# Baron Redesdale

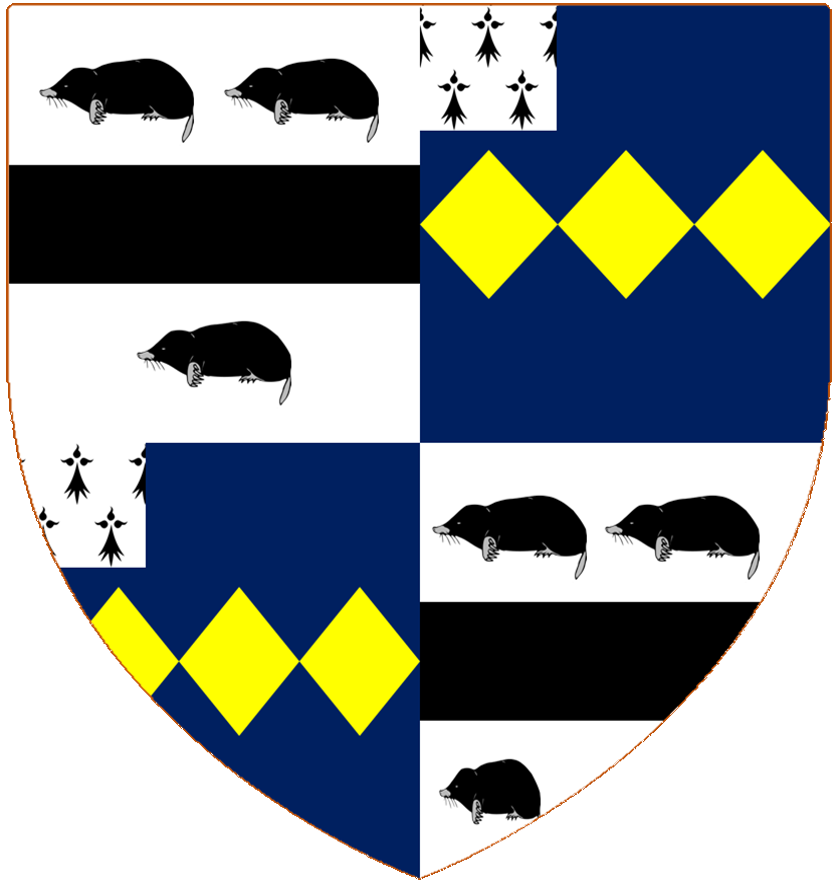
Wappen der Barone Redesdale

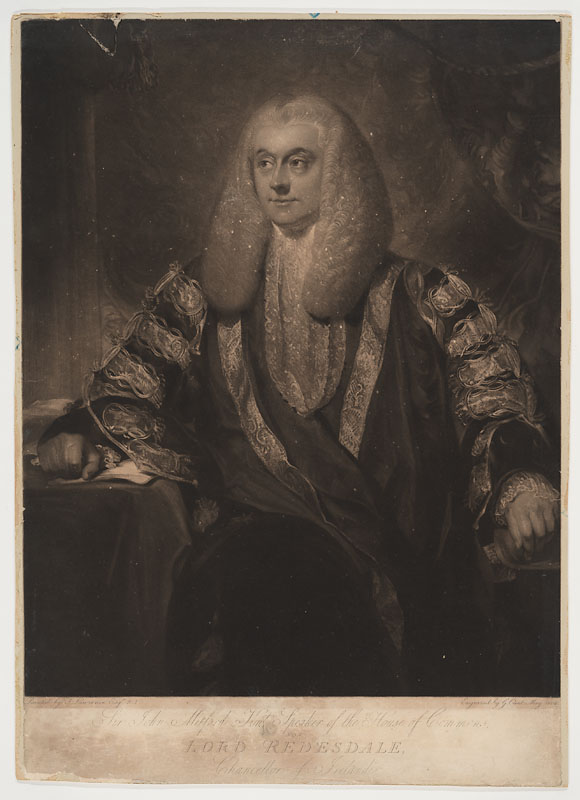
John Freeman-Mitford, 1. Baron Redesdale

Baron Redesdale, of Redesdale in the County of Northumberland, ist ein erblicher britischer Adelstitel, welcher zweimal in der Peerage of the United Kingdom geschaffen wurde.

## Verleihungen
Der Titel wurde erstmals am 13. Februar 1802 für den Politiker Sir John Mitford geschaffen. Dieser war 1801/02 Speaker des House of Commons gewesen, nachdem er zuvor bereits das Amt des Attorney General bekleidet hatte. 1809 ergänzte er seinen Familiennamen zu Freeman-Mitford. Dessen Sohn, der 2. Baron, der Vorsitzender mehrerer Komitees im House of Lords war, wurde am 3. Januar 1877 zudem zum Earl of Redesdale erhoben. Beide Titel erloschen, als er am 2. Mai 1886 unverheiratet und kinderlos starb.
Am 22. Juli 1902 wurde der Titel in zweiter Verleihung für Algernon Freeman-Mitford neu geschaffen. Dieser war Großneffe und Erbe des verstorbenen Earls, war lange im diplomatischen Dienst gewesen und hatte dann in der königlichen Bauverwaltung an verantwortlicher Stelle gearbeitet. Sein Sohn und Erbe David Bertram Ogilvy Freeman-Mitford, 2. Baron Redesdale, war der Vater der Mitford Sisters, Nancy, Pamela, Diana, Unity, Jessica und Deborah. Da der einzige Sohn Thomas gegen Ende des Zweiten Weltkriegs in Burma fiel, erbte der jüngere Bruder des 2. Barons, Bertram Thomas Carlyle Ogilvy Freeman-Mitford (1880–1962) den Titel als 3. Baron Redesdale. 
Heutiger Titelinhaber ist ein Urenkel des ersten Barons, Rupert Mitford als 6. Baron Redesdale, der vor 1991 seinen Familiennamen zu Mitford gekürzt hatte. Dieser wurde am 18. April 2000 als Baron Mitford, of Redesdale in the County of Northumberland, zum Life Peer erhoben, wodurch er auch nach dem House of Lords Act 1999 wieder Sitz und Stimme im House of Lords hat.

## Liste der Barone Redesdale

### Barone Redesdale, erste Verleihung (1802)
- John Freeman-Mitford, 1. Baron Redesdale (1748–1830)
- John Freeman-Mitford, 1. Earl of Redesdale, 2. Baron Redesdale (1805–1886)

### Barone Redesdale, zweite Verleihung (1902)
- Algernon Bertram Freeman-Mitford, 1. Baron Redesdale (1837–1916)
- David Bertram Ogilvy Freeman-Mitford, 2. Baron Redesdale (1878–1958)
- Bertram Thomas Carlyle Ogilvy Freeman-Mitford, 3. Baron Redesdale (1880–1962)
- John Power Bertram Ogilvy Freeman-Mitford, 4. Baron Redesdale (1885–1963)
- Clement Napier Bertram Freeman-Mitford, 5. Baron Redesdale (1932–1991)
- Rupert Bertram Mitford, 6. Baron Redesdale (* 1967)

Titelerbe (Heir apparent) ist der Sohn des aktuellen Titelinhabers, Hon. Bertram David Mitford (* 2000).